# Eth, Nord
Eth là một xã ở tỉnh Nord trong vùng Hauts-de-France, Pháp.